# Halecium spatulum
Halecium spatulum is een hydroïdpoliep uit de familie Haleciidae. De poliep komt uit het geslacht Halecium. Halecium spatulum werd in 2000 voor het eerst wetenschappelijk beschreven door Watson. 